# القوشجي
عَلَاءْ اَلدِّينْ عَلِي بْنْ مُحَمَّدْ اَلْقُوشْجِي اَلسَّمَرْقَنْدِي (ت. 879هـ / 1474م) هو فلكي رياضي، وفقيه حنفي، ومتكلم على مذهب أهل السنة من الأشاعرة والماتريدية، أصله من سمرقند. برع في علم الكلام والعلوم الرياضية حتى لقبه البعض بـ (حكيم أهل السنة).
والقوشجي كلمة تركية (Kuşçu) بمعنى «حافظ الطير» يقال كان أبوه من خدام الأمير أولوغ بيك ملك الدولة التيمورية، يحفظ له البزاة، ثمّ ذهب إلى كرمان فقرأ على علمائها وصنّف فيها شرح تجريد العقائد لنصير الدين الطوسي، وعاد إلى سمرقند. وكان أولوغ بيك قد بنى مرصداً فيها، ولم يكمله فأكمله القوشجي، ثمّ ذهب إلى تبريز فأكرمه سلطانها «الأمير حسن الطويل» وأرسله في سفارة إلى السلطان «محمد الفاتح»، ليصلح بينهما فاستبقاه السلطان الفاتح عنده، فألّف له رسالة في الحساب أسماها «المحمّدية» ورسالة في علم الهيئة أسماها «الفتحية»، فأعطاه مدرسة «أيا صوفيا» فأقام بالأستانة، وتوفي فيها، ودفن في جوار الصحابي أبي أيوب الأنصاري. قرأ الرياضيات والفلك على قاضي زاده الرومي.

## حياته العلمية
أكمل دراسته الدينية والابتدائية في سمرقند أثناء حكم أولوغ بك على خراسان وبلاد ما وراء النهرين، وهي منطقة تاريخية وجزء من آسيا الوسطى حيث تتكون من أراضي في أفغانستان وكازاخستان.
وفي سن مبكّر أصبح القوشجي مهتما بعلم الفلك والرياضيات. وقد درس عند أعظم العلماء في عصره مثل أولوغ بك وهو رياضي وعالم فلك، وعند قاضي زاده الرومي وهو عالم بالرياضيات والفلك والحكمة، وغياث الدين الكاشي وهو مشهور أيضًا بالحكمة والفلك والرياضيات والنجوم كذلك.
عُيِّن القوشجي كأول مدير في المرصد في سمرقند من قبل أولوغ بك، وعمل هناك لفترة طويلة. وبدعوة من السلطان محمد الفاتح وصل القوشجي إلى إسطنبول، واستُقبِل باحتفال كبير هناك، وأصبح مُدرسًا في مدرسة أياصوفيا.
من أشهر ابتكاراته رسم القمر لأول مرة في التاريخ، وقياس خطوط والعرض لإسطنبول، واختراع العديد من الساعات الشمسية.
وقد ترك علي القوشجي عدة آثار هامة في مجال علم الفلك والرياضيات.
بعد وفاة أولوغ بك، ذهب القوشجي إلى هرات، طشقند، وأخيرا تبريز حيث حوالي 1470، ثم أرسله حاكم آق قويونلو أوزون حسن كمندوبه إلى السلطان العثماني محمد الفاتح. في ذلك الوقت
السلطان حسين بايقرا جاء للسيطرة على مدينة هرات الا أن القوشجي فضل القسطنطينية على هرات بسبب موقف السلطان محمد الفاتح تجاه العلماء والمفكرين.

## السيرة الشخصية

### النشأة والعمل
ولد القوشجي عام 1403 في مدينة سمرقند، في أوزبكستان الحالية. كان اسمه الكامل عند ولادته علاء الدين علي بن محمد القوشجي. الاسم الأخير قوشجي مشتق من المصطلح التركي kuşçu”" أي "الصقار"، وهذا يرجع إلى حقيقة أن والد علاء كان الصقار الملكي لأولوغ بيك.
حضر دورات قاضي زاده الرومي وغياث الدين جامشيد كاشاني ومين الدين كاشي، وانتقل إلى كرمان -إيران- حيث أجرى بعض الأبحاث حول العواصف في بحر عمان. كما انتقل إلى هيرات وقام بالتدريس عن علم الفلك (1423)، وبعد تدريسه في هيرات لفترة، عاد إلى سمرقند. هناك قدم عمله على سطح القمر لأولوغ بيك، الذي وجده رائعًا لدرجة أنه قرأ العمل بأكمله وهو واقف. عينه أولوغ بيك في مرصد أولوغ بيك، الذي كان يسمى مرصد سمرقند في ذلك الوقت. عمل القوشجي هناك حتى اغتيل أولوغ بيك.
بعد وفاة أولغ بيك، ذهب علاء القوشجي إلى هيرات، طشقند، وأخيراً تبريز حيث أرسله حاكم آق قويونلو، أوزون حسن، حوالي عام 1470 كمندوب للسلطان العثماني محمد الثاني الفاتح. في ذلك الوقت جاء حسين بايقرا إلى هيرات، لكن قوشجي فضل القسطنطينية على هيرات بسبب موقف السلطان محمد من العلماء والمثقفين.

### عصر القسطنطينية
عندما أتى إلى القسطنطينية (إسطنبول الحالية)، رُزق حفيده غتب الدين محمد بابن وهو ميريم شيلي الذي سيكون عالم رياضيات وعالم فلك عظيم في المستقبل. قام القوشجي بتأليف «رسالة دار حياة» باللغة الفارسية لمحمد الثاني في القسطنطينية في عام 1470.

## مساهماته في علم الفلك

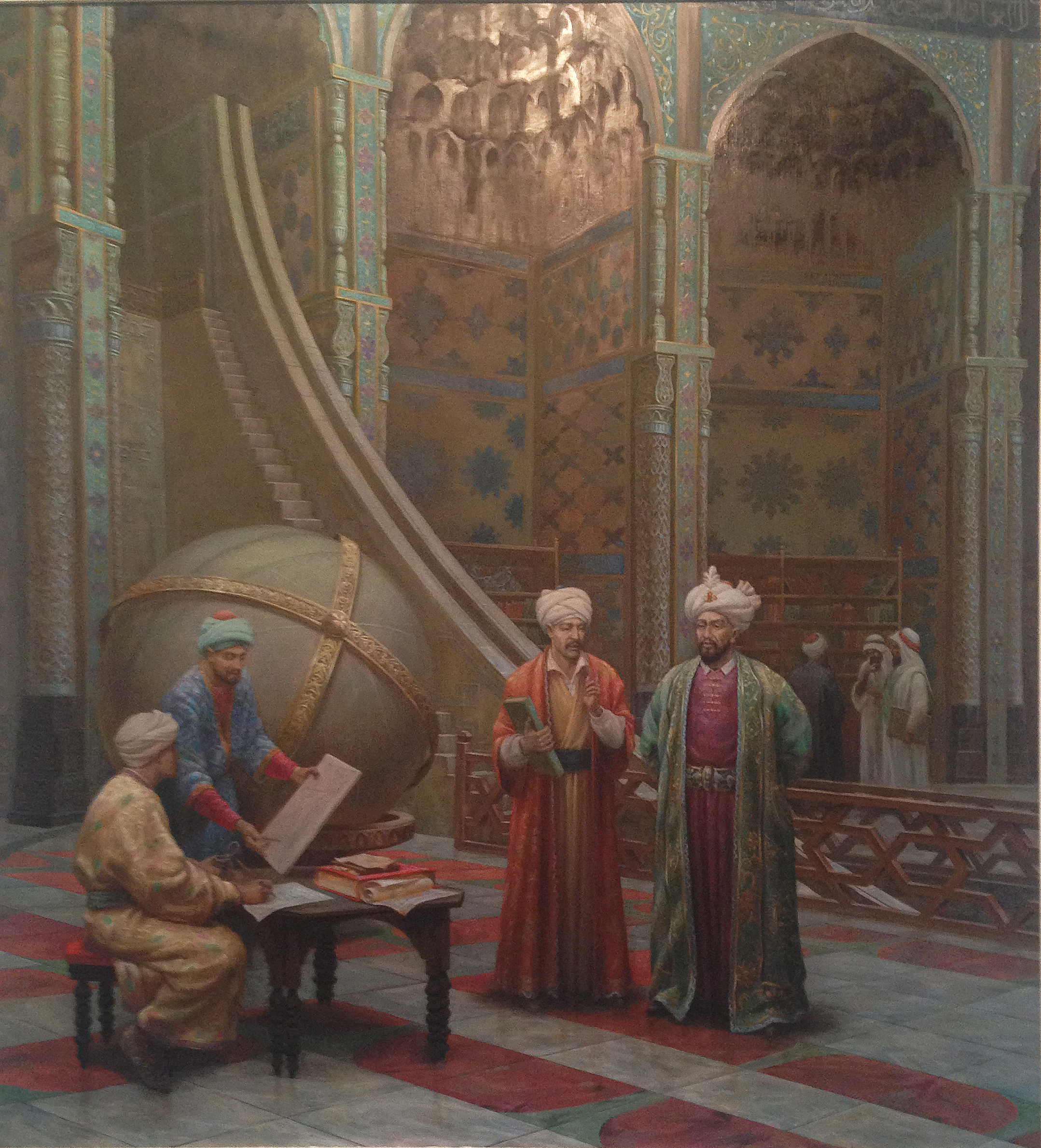
تصوير للقوشجي مع ملك الدولة التيمورية الأمير أولوغ بيك في مرصده الفلكي.

تحسن القوشجي في نموذج ناصر الدين الطوسي الكوكبي وقدم نموذجًا كوكبيًا بديلاً لعطارد. كان أيضًا أحد علماء الفلك الذين كانوا جزءًا من فريق الباحثين لأولوغ بيك الذين يعملون في مرصد سمرقند وساهموا في زيج سلطاني المترجمة هناك. بالإضافة إلى مساهماته في زيج، كتب القوشجي تسعة أعمال في علم الفلك، اثنان منهم باللغة الفارسية وسبعة باللغة العربية. نشر جون جريفز في عام 1650 ترجمة لاتينية لاثنين من أعمال كوشجي، المسالك حول الحساب والمسالك في علم الفلك.

### فيما يتعلق بالاعتماد المفترض لعلم الفلك على الفلسفة
أهم أعمال قوشجي الفلكية هي الاعتماد التبعي المفترض لعلم الفلك على الفلسفة. تحت تأثير اللاهوتيين الإسلاميين الذين عارضوا تدخل الأرسطية في علم الفلك، رفض القوشجي الفيزياء الأرسطية وفصل الفلسفة الطبيعية تمامًا عن علم الفلك الإسلامي، مما سمح لعلم الفلك بأن يصبح علمًا تجريبيًا ورياضيًا بحتًا. هذا سمح له باستكشاف بدائل للفكرة الأرسطية للأرض الثابتة، حيث استكشف فكرة وجود الأرض المتحركة بدلاً من ذلك (على الرغم من أن سافاج سميث يؤكد أن الفلكيين الإسلاميين لم يقترحوا كونًا شمسيًا). وجد أدلة تجريبية على دوران الأرض من خلال ملاحظته على المذنبات واستنتج -على أساس الأدلة التجريبية بدلاً من فلسفة المضاربة- أن نظرية الأرض المتحركة من المحتمل أن تكون صحيحة مثل نظرية الأرض الثابتة.

## آثاره
له آثار بالعربية والفارسية، منها:
- «شرح التجريد» وهو شرح لكتاب «تجريد العقائد» تأليف نصير الدين الطوسي، وقد شرحه ببسط واستيعاب، وخالفه في مواضع لا توافق منهجه الأشعري.[4]
- «حاشية على أوائل حواشي الكشاف للتفتازاني».
- «حاشية على شرح السمرقندي على الرسالة العضدية» في الوضع.
- «رسالة دار الحياة» بالفارسية.
- «الرسالة الفتحية» في علم الهيئة.
- «الرسالة المحمدية» في الحساب. وأهداها للسلطان محمد الفاتح.
- «فائدة في أشكال عطارد».
- «مسّرة القلوب في دفع القلوب» وهي في علم الفلك.
- رسالة «الامتحان في علم البيان» وهي رسالة صغيرة في البلاغة.
- رسالة «عنقود الزواهر في نظم الجواهر» في علم الصرف.